# Wilsdruff
Wilsdruff je město v německé spolkové zemi Sasko. Nachází se v zemském okrese Saské Švýcarsko-Východní Krušné hory a má přibližně 15 tisíc obyvatel.

## Geografie
Město Wilsdruff leží západně od saského hlavního města Drážďany a protéká jím říčka Wilde Sau. Severní část města protíná spolková dálnice A4.

## Historie
V písemných pramenech je Wilsdruff prvně zmiňován roku 1259 jako Wilandestorf. V této době byl lesně-lánovou vsí s vlastním kostelem (dochovaný kostel svatého Jakuba). Roku 1294 je již uváděn jako město.

## Správní členění
Wilsdruff se dělí na 14 místních částí.
- Birkenhain
- Blankenstein
- Braunsdorf
- Grumbach
- Grund
- Helbigsdorf
- Helbigsdorf-Blankenstein
- Herzogswalde
- Kaufbach
- Kesselsdorf
- Kleinopitz
- Limbach
- Mohorn
- Oberhermsdorf
- Wilsdruff

## Pamětihodnosti
- románský kostel svatého Jakuba – od roku 2005 30. ekumenický dálniční kostel
- novogotický kostel svatého Mikuláše
- kostel svatého Pia
- rokoková radnice
- zámek Wilsdruff

## Osobnosti
- Gottfried Pabst von Ohain (1656–1729), horní rada a hutní chemik